# Hanna-Lena Neuser
Hanna-Lena Neuser (* 15. August 1980 in Frankfurt am Main) ist eine deutsche Politikwissenschaftlerin und Erwachsenenpädagogin. Seit 2021 leitet sie die Evangelische Akademie Frankfurt als Direktorin.

## Leben
Hanna-Lena Neuser wuchs in Frankfurt-Sossenheim als Kind politisch engagierter Eltern auf. Sie besuchte eine Grundschule in Frankfurt-Höchst und eine Integrierte Gesamtschule in Frankfurt-Griesheim, wo sie früh mit Menschen verschiedener Kulturen und Nationalitäten in Kontakt kam und ebenfalls politisiert wurde. Seit ihrer Jugend engagiert sie sich als Teamerin in der evangelischen und katholischen Kirche.
Nach ihrem Abitur an der Max-Beckmann-Schule in Frankfurt-Bockenheim studierte Neuser Politikwissenschaft und Öffentliches Recht an der Goethe-Universität Frankfurt und der Universität Trier. Nach mehreren Praktika bei der Stiftung Wissenschaft und Politik in Berlin, im Zentrum Innere Führung der Bundeswehr in Koblenz sowie im Landtag von Rio Grande do Sul in Porto Alegre arbeitete sie von 2004 bis 2006 an der Wissenschaftlichen Hochschule für Unternehmensführung in Vallendar.
Nach ihrem Magisterabschluss 2005 war Neuser zunächst als Vermittlungsberaterin in München tätig. Berufsbegleitend absolvierte sie einen Masterstudiengang der Erwachsenenbildung an der Technischen Universität Kaiserslautern. Danach arbeitete sie als Studienmanagerin an der Bayerischen Akademie für Werbung und Marketing für den Studiengang Public Relations.
2012 ging Neuser als Studienleiterin an die Evangelische Akademie Tutzing, wo sie für das Junge Forum und den Bereich Social Media zuständig war. Die von ihr geleitete Tutzinger Schülerakademie wurde von der UNESCO als Projekt der UN-Dekade Bildung für nachhaltige Entwicklung ausgezeichnet. 2015 wechselte Neuser an die Evangelische Akademie Frankfurt, um dort die Studienleitung für die Themenfelder Europa und Jugend zu übernehmen. Ab 2017 baute sie das Nachwuchsprogramm Junge Akademie Frankfurt auf, in dem 18- bis 30-Jährige kreative Projekte zur Stärkung der Demokratie entwickeln.
Nach dem Weggang des Direktors Thorsten Latzel im März 2021 übernahm sie in ihrer Rolle als dessen Stellvertreterin zunächst kommissarisch die Leitung der gesamten Evangelischen Akademie Frankfurt. Im Februar 2023 wurde sie offiziell zur Akademiedirektorin ernannt.

## Positionen
Neuser versteht Kirche als politischen Ort, der sich in öffentliche Diskurse einbringen soll. Innerkirchlich wie gesellschaftlich sollten gerade junge Menschen an der Gestaltung des Miteinanders beteiligt werden.
Neuser engagiert sich für mehr Bildungsgerechtigkeit und hat hierzu gemeinsam mit anderen Evangelischen Akademien die Initiative Chancen.Bildung ins Leben gerufen. Sie spricht sich für ein breites Angebot außerschulischer politischer Bildung aus.
Die Aktionen an Kulturobjekten von Klimaaktivisten der Letzten Generation bezeichnete Neuser als legitime Protestform. Die Aktivisten würden damit stellvertretend für viele junge Menschen gegen ein Gefühl der eigenen Machtlosigkeit aufbegehren. Dieses werde nicht nur durch die Klimakrise hervorgerufen, sondern auch durch den Minderheitenstatus der Jugend infolge des demografischen Wandels.

## Persönliches
Neuser ist verheiratet und Mutter dreier Kinder. In ihrer Freizeit geht sie wandern und begeistert sich für Flamenco.

## Veröffentlichungen
- 30 unter 30. Junge Menschen für eine starke Demokratie. In: Journal für politische Bildung 3/2017.
- (mit Tina Zapf): Wie verändert Digitalisierung die politische Welt? Erkenntnisse und Thesen aus dem Denkraum der Jungen Akademie Frankfurt. In: Journal für politische Bildung 4/2018.
- Neustart! – Demokratie. Junge Menschen denken und handeln für eine starke Demokratie. In: Weiterbildung 2/2018.
- (mit Dominik Herold): „Das ist unsere Stadt, wir wollen mitreden und sie verändern.“ Junge Initiative ermöglicht den 1. Demokratiekonvent in Frankfurt. In: Ole Jantschek, Hanna Lorenzen (Hrsg.): Utopien! Praxiskonzepte für eine kritische, innovative und zukunftsfähige politische Jugendbildung. Berlin 2019, ISBN 978-3-923071-28-9.
- Ideen für stärkere Demokratie. Junge Akademie in Frankfurt stärkt Verantwortungsträger*innen der Zukunft. In: Das Baugerüst 2/2020.
- Die Welt dreht sich schneller, als wir schreiben können … Oder: Wie uns junge Protestkultur beim Laufen die Schuhe besohlt. In: Ole Jantschek, Hanna Lorenzen (Hrsg.): Don’t panic, act now. Beteiligung und Demokratie in der politischen Jugendbildung. Berlin 2020, ISBN 978-3-923071-29-6.
- (als Hrsg. mit Maximilian Graeve und Robert Wolff): Was ist mit der Jugend los? Protestbewegung und Protestkultur im 20. und 21. Jahrhundert. Wochenschau Verlag, Frankfurt am Main 2021, ISBN 978-3-7344-1280-6.